# 擇日學
擇日學（古稱剋擇、選擇，又稱擇日、擇吉、諏日、諏吉、涓吉，俗稱選日子、看日子、挑日子、揀日子等）是通過與陰陽五行干支相配，以及所值年月日時的神煞（神靈和凶煞）來選擇吉日，藉此選擇用事來達到趨吉避凶的目的。擇日之術流傳民間有數千年，已經成為一種傳統習俗，老一輩舉凡大小事都可翻查通勝，通過日常宜忌做簡易的擇日。風水師決定陽宅動土或陰宅破土的年月日時，通常不是直接用通書黃曆，而是會再根據龍脈坐向，或房屋方位及屋主年命，就其流派或方法，推算所要選擇出來的良辰吉日。
自古流傳至今的擇日流派不勝枚舉，彼此之間互有矛盾，甚至一家之中也有異見之處。 現代專業命理家則講究「以事為綱，以神為目，因事擇神，依神擇日」，還要根據當事人的生辰八字推算日課，過程也較繁瑣。

## 溯源
擇日之術盛行已久，自古流傳至今已有數千年。戰國時期，《禮記》之中早有「外事用剛日，內事用柔日」之說。 《左傳》記載：「天子有日官，諸侯有日御。」專掌天象曆數、職司占候時日吉凶的術者就稱為「日者」。漢代時期，眾家流派紛起，唐宋時期開始有成熟的體系；宋至明清時期，擇日之術已漸成風氣，鄉里豪紳為擇吉日安葬，甚至有「停棺多年，久喪不葬」的陋習；迄至清代已有逾百餘十家之說。
擇日原理是源自陰陽家觀察天時之星辰與氣候變化，加之地理方位及人和用事，產生每日用事吉凶之選擇。漢初司馬談撰述《論六家要旨》，言及陰陽之術使人產生諸多忌諱，然而陰陽之術所論年、月、日、時、四季、物候運行的道理，不可隨意丟棄。

## 擇日通書
通書得名自「通天人之際」，又稱為通勝、紅皮通書，是術數家對黃曆的傳注，專門在講解擇日之理論、宜忌規則、神煞起例等選擇術數方法的內容。民間流傳的通書大多是參閱《鰲頭通書》（明熊宗立撰，熊秉懋增補）、《象吉通書》（清魏明遠撰）、《永吉通書》（清李奉來撰）或《協紀辨方書》（清允祿、梅瑴成、何國宗等撰）而編成。
- 《星曆考原》（文庫《御定星曆考原》）

康熙年間，御命大學士李光地等人奉旨命編纂，全六卷，又名《星曆考源》，是根據元代曹震圭所撰的《曆事明原》加以增訂而成。全書計有〈象數考原〉〈年神方位〉〈月事吉神〉〈月事凶神〉〈日時總類〉〈用事宜忌〉六目，一目一卷。
- 《陳子性藏書》

康熙二十三年，嶺南人陳子性著述，全十二卷。
- 《協紀辨方書》（文庫《欽定協紀辨方書》）

乾隆年間，允祿、梅瑴成、何國宗等人奉旨命編纂，全三十六卷。全書計有本原二卷、義例六卷、立成一卷、宜忌一卷、用事一卷、公規二卷、年表六卷、月表十二卷、日表一卷、利用二卷、附錄一卷、辯訛一卷。用事方面詳載有「御用六十七事」和「民用三十七事」，又據《通書》載有「通書選擇六十事」，是迄今流傳最詳盡的撰述。
- 《擇吉會要》

道光年間，浙江人姚承輿著述，全四卷，又名《擇吉匯要》。本書內容緊湊，彌補《協紀》一書體系龐大、平常人難以取得和遠行不易攜帶的缺點。
- 《諏吉述正》

光緒年間，湖南長沙人張祖同著述，全二十卷。
- 其他

其他還有宋代的《三曆撮要》，元代的《新刊陰陽寶鑑剋擇通書》、曹震圭撰《曆事明原》，明代的《類編曆法通書大全》、高濂撰《選擇曆說》、董潛撰《諏吉新書》、董銀峰撰《長曆鈎玄》、周於德撰《擇日便覽》、甘霖撰《選擇通書秘竅》、黃復初撰《克擇部》、《玉匣記》等。
- 近代主要有福建的繼成堂洪潮和、釋玄齋羅克馭、江西的麒麟堂楊明智跟廣東的崇道堂(宗睦堂）羅傳烈四個流派。

## 流派
戰國時期，是中國學術思想百家爭鳴的時代，據司馬遷所說，齊、楚、秦、趙，各有其日者之術。齊、趙無文獻可徵驗，不過從出土的秦、楚文獻考察，兩地使用的擇日之術同出一源，但具體方法存在差異。而從文獻流傳情況來看，後世流行的一些方法如“建除”、“叢辰”、“咸池”、“十二禽”之類，可能都來自秦國系統，其對後世擇日術的影響力大過楚系。當時所用的擇日方法，除了秦、楚兩地日書所記載的建除、叢辰以及五行三合局之外，在楚帛書丙篇也記載了與擇日有關的吉凶宜忌之說。
漢時，司馬遷《史記·日者列傳》記載，漢武帝召集七派占家擇日議事，包括：五行家、堪輿家、建除家、叢辰家、曆家、天人家和太一家，北大漢簡中包含名為《揕輿》的擇日文獻，即堪輿家。 而在民間也出現《出行寶鏡》、《葬曆》、《祭曆》、《圖宅書》、《移徙法》等各種用事擇日專書。
唐代、宋代曆忌之學發達，已有成熟的《具注曆》出現，是將「曆譜」和曆忌項目的吉凶宜忌結合起來的產物，近似於今日的黃曆，以其中包含大量吉凶宜忌的曆注而得名。唐代官修《陰陽書》中應當就包含了這些吉凶宜忌的內容和學說，日本所藏《大唐陰陽書》殘卷即是曆注，而在 《唐六典》卷十四記載了：「凡陰陽雜占、吉凶悔吝，其類有九，決萬民之猶豫：一曰嫁娶，二曰生產，三曰曆注，四曰屋宅，五曰祿命，六曰拜官，七曰祠祭，八曰發病，九曰殯葬」，官修陰陽書作者呂才流傳下來的三篇序文剛好就對應了其中三個項目：屋宅、祿命、殯葬，因此《陰陽書》可能就涉及了這九類內容的陰陽術數之法。宋代的《三曆撮要》為當時擇日通書之代表，該書注有天德、月德、月合、月空等神煞所在，又列出嫁娶、求婚、送禮、出行、行船、上官、起造、架屋、動土、入宅、安葬、掛服、除服、詞訟、開店庫、造酒麴醬醋、市賈、安床、裁衣、入學、祈禱、耕種之吉日。
清代鑑於各方擇日，吉凶宜忌不一，造成混亂，下令編訂《星曆考原》和《協紀辨方書》。據《協紀辨方書》所說：「選擇神煞，古有建除、堪輿、叢辰諸家，顧其義不盡傳，起例尤多襲誤。今頗為蒐輯，擇其近理而雅馴者，加之解釋，正其舛誤。……古有建除家、叢辰家，時師已莫識其統系，總名選擇，而咸統於天官。……漢武帝時有五行家、堪輿家、建除家、叢辰家、曆家、天人家、太一家，聚訟不決，各守其師傳，而不相下，彼時術家之多如此。今則統歸於曆家，其說之傳者，皆斷爛蒙昧，莫尋其端緒。堪輿、建除、五行、曆家，猶可意揣而命之，若叢辰等家之言，則更莫可考也。」，則後世擇日之通書經長期發展，已將古時各流派加以混雜相融，形成難以考究其源流和本來面目的複合體系。
據研究，近代通書確實繼承了不少古代日書的內容及規則，不過相符程度不一，如《協紀辨方書》所言建除名稱皆同於《睡簡》秦建除，但定義、吉凶規則有差異。《協紀辨方書》所列叢辰，則無一與日書相符。通書中也保留了許多日書中的說法，如大敗日/四廢日、四擊日/敫日、反支等，通書中的「旬中空亡」、「陰陽不將」也能追溯至日書。

## 用事
清朝乾隆年間，欽天監奉敕匯集與整理古代擇日學，編撰《欽定協紀辨方書》三十六卷，是近代具有代表性的擇日類書。《協紀辨方書》所列選擇事項列有「御用六十七事」和「民用三十七事」，又據《通書》載有「通書選擇六十事」。
御用六十七事
祭祀、祈福、求嗣、上冊進表章、頒詔、覃恩、肆救、施恩封拜、詔命公卿、招賢、舉正直、施恩惠、恤孤煢、宣政事、布政事、行惠愛、雪冤枉、緩刑獄、慶賜、賞賀、宴會、入學、冠帶、行幸、遣使、安撫邊境、選將訓兵、出師、上官赴任、臨政親民、結婚姻、納采問名、嫁娶、進人口、搬移、安床、解除、沐浴、整容剃頭、整手足甲、求醫療病、裁制、營建宮室、修宮室、繕城郭、築堤防、興造動土、豎柱上樑、經絡、開市、立券、交易、納財、修置產室、開渠穿井、安碓磑、補垣、掃舍宇、修飾垣牆、平治道塗、伐木、捕捉、畋獵、取魚、栽種、牧養、納畜
民用三十七事
祭祀、上表章、上官、入學、冠帶、結婚姻、會親友、嫁娶、進人口、出行、移徙、安床、沐浴、剃頭、療病、裁衣、修造動土、豎柱上樑、經絡、開市、立券、交易、納財、修置產室、開渠穿井、安碓磑、掃舍宇、平治道塗、破屋壞垣、伐木、捕捉、畋獵、栽種、牧養、破土、安葬、啟攢
通書選擇六十事
祭祀、祈福、求嗣、上冊受封、上表章、襲爵受封、會親友、入學、冠帶、出行、上官赴任、臨政親民、結婚姻、納采問名、嫁娶、進人口、搬移、遠回、安床、解除、沐浴、剃頭、整手足甲、求醫療病、療目、針刺、裁衣、築堤防、修造動土、豎柱上樑、修倉庫、鼓鑄、苫蓋、經絡、醞釀、開市、立券、交易、納財、開倉庫、出貨財、修置產室、開渠穿井、安碓磑、補垣塞穴、掃舍宇、修飾垣牆、平治道塗、破屋壞垣、伐木、捕捉、畋獵、取魚、乘船渡水、栽種、牧養、納畜、破土、安葬、啟攢
現在已經沒有官府統一編印的《皇曆》，而是由民間勘輿和擇日命理館根據祖傳編訂的《通書》、《通書便覽》和《農民曆》，並根據「協紀」和「辨方」的原理，配合干支、沖合、納音、五行、星曜、神煞等各項，判斷每日宜忌的選擇事項，各造在專業紅皮通書和普及版農民曆的每日用事選擇方面，頗有歧異。
1984年（民國73年），李亦園、莊英章、呂理政、宋文里等學者接受台灣省政府教育廳（今教育部國民及學前教育署）委託，整理《民間現行曆書的使用及其影響之研究》報告，羅列《農民曆》選擇事項可分為十類，共一百四十三項。
| 類別 | 生育、養育 | 喪葬禮俗 | 豎造（建築修繕） | 官事 | 工商經營 | 婚嫁禮俗 | 祭祀祈福 | 生活 | 醫事 | 農漁牧獵 |
| 項目 | 7項        | 12項     | 47項             | 4項  | 13項     | 11項     | 15項     | 17項 | 3項  | 14項     |

## 另見
- 黃曆、萬年曆、農民曆
- 日書
- 時憲書
- 紫微斗数
- 勘輿術（擇地、風水）

## 延伸阅读
[在维基数据编辑]
 《欽定古今圖書集成·博物彙編·藝術典·選擇部》